# Città di Caltanissetta

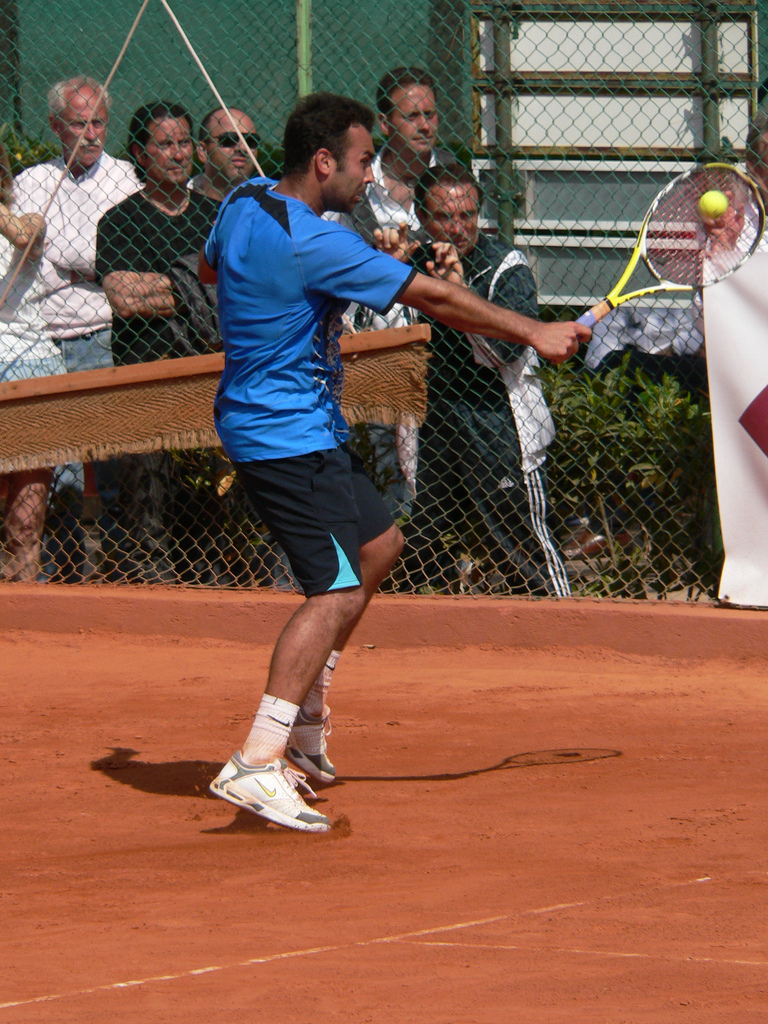
Il francese Éric Prodon, vincitore del singolare e del doppio (con Stéphane Huet) nell'edizione 2004 del torneo

Il torneo Città di Caltanissetta è stato un torneo professionistico di tennis disputato su terra rossa.
Facente parte dell'ATP Challenger Tour, si svolgeva con cadenza annuale nel tennis club di Villa Amedeo di Caltanissetta. La prima edizione della manifestazione fu quella del 1999 (quando era inserito nella categoria Satellites). 
Nel 2005 il torneo entrò a far parte dell'ITF Men's Circuit, e nel 2009 fu infine inserito nell'ATP Challenger Tour. Nel 2012 si disputò la 14ª edizione del Challenger con un montepremi di 64000 €, il più alto per un torneo di tennis in Italia dopo gli Internazionali di Roma. L'ultima edizione fu quella del 2018 e a marzo 2019 fu annunciato che il torneo, previsto per luglio, non si sarebbe disputato. È incerto se riprenderà in futuro.
L'unico a vincere due titoli in singolare è stato Paolo Lorenzi; hanno vinto due titoli in doppio David Marrero, Guido Andreozzi e Daniele Bracciali.

## Albo d'oro

### Singolare
| Anno | Campione              | Finalista            | Punteggio         |
| ---- | --------------------- | -------------------- | ----------------- |
| 2018 | Jaume Munar           | Matteo Donati        | 6–2, 7–6(2)       |
| 2017 | Paolo Lorenzi (2)     | Alessandro Giannessi | 6–4, 6–2          |
| 2016 | Paolo Lorenzi (1)     | Matteo Donati        | 6–3, 4–6, 7–6(7)  |
| 2015 | Elias Ymer            | Bjorn Fratangelo     | 6–3, 6–2          |
| 2014 | Pablo Carreño Busta   | Facundo Bagnis       | 4–6, 6–4, 6–1     |
| 2013 | Dušan Lajović         | Robin Haase          | 7–6(4), 6–3       |
| 2012 | Tommy Robredo         | Gastão Elias         | 6–3, 6–2          |
| 2011 | Andreas Haider-Maurer | Matteo Viola         | 6–1, 7–6(1)       |
| 2010 | Robin Haase           | Matteo Trevisan      | 7–5, 6–3          |
| 2009 | Jesse Huta Galung     | Thiemo de Bakker     | 6–2, 6–3          |
| 2008 | Gianluca Naso         | Enrico Burzi         | 6–4, 6–2          |
| 2007 | Giancarlo Petrazzuolo | Flavio Cipolla       | 6–3, 6–4          |
| 2006 | Werner Eschauer       | Victor Crivoi        | 6–3, 2–6, 6–2     |
| 2005 | Stefano Galvani       | Pablo Andújar        | 6–3, 6–0          |
| 2004 | Éric Prodon           | Nick van der Meer    | 7–5, 7–5          |
| 2003 | Daniel Köllerer       | Oliver Marach        | 6–4, 4–6, 6–3     |
| 2002 | Stefan Wauters        | Matteo Colla         | 7–5, 6–4          |
| 2001 | Hermes Gamonal        | Elia Grossi          | 6–0, 3–0 ritirato |
| 2000 | Diego Alvarez         | Matteo Colla         | 1–6, 6–1, 6–4     |
| 1999 | Alexander Peya        | Fabio Maggi          | 7–5, 7–5          |

### Doppio
| Anno | Campioni                                    | Finalisti                                 | Punteggio           |
| ---- | ------------------------------------------- | ----------------------------------------- | ------------------- |
| 2018 | Federico Gaio Andrea Pellegrino             | Blaž Rola Jiří Veselý                     | 7–6(4), 7–6(5)      |
| 2017 | James Cerretani Max Schnur                  | Denys Molčanov Franko Škugor              | 6–3, 3–6, 7–6(6)    |
| 2016 | Guido Andreozzi (2) Andres Molteni          | Marcelo Arévalo Miguel Ángel Reyes Varela | 6–1, 6–2            |
| 2015 | Guido Andreozzi (1) Guillermo Durán         | Lee Hsin-han Alessandro Motti             | 6–3, 6–2            |
| 2014 | Daniele Bracciali (2) Potito Starace        | Pablo Carreño Busta Enrique Lopez Perez   | 6–3, 6–3            |
| 2013 | Dominik Meffert Philipp Oswald              | Alessandro Giannessi Potito Starace       | 6–2, 6–3            |
| 2012 | Marcel Felder Antonio Veić                  | Daniel Gimeno Traver Iván Navarro         | 5–7, 7–6(5), [10–6] |
| 2011 | Daniele Bracciali (1) Simone Vagnozzi       | Daniele Giorgini Adrian Ungur             | 3–6, 7–6(2), [10–7] |
| 2010 | Santiago Ventura David Marrero (2)          | Uladzimir Ihnacik Martin Kližan           | 7–6(4), 6–4         |
| 2009 | Juan Pablo Brzezicki David Marrero (1)      | Daniele Bracciali Simone Vagnozzi         | 7–6(5), 6–3         |
| 2008 | Juan Martín Aranguren Juan-Francisco Spina  | Nikola Ciric Miljan Zekic                 | walkover            |
| 2007 | Dusan Karol Filip Zeman                     | Alejandro Fabbri Juan-Pablo Villar        | 7–6(7), 2–6, 6–2    |
| 2006 | Enrico Burzi Massimo Ocera                  | Jeroen Masson Gabriel Trujillo Soler      | 7–6(8), 6–2         |
| 2005 | Konstantinos Economidis Alexander Japukovic | Pablo Andújar Matteo Volante              | 6–2, 3–6, 7–6(4)    |
| 2004 | Stéphane Huet Éric Prodon                   | Daniele Giorgini Manuel Jorquera          | 7–5, 6–2            |
| 2003 | Flavio Cipolla Jaroslav Pospíšil            | Manuel Jorquera Alessandro Motti          | 6–4, 6–1            |
| 2002 | Dominique Coene Mike Scheidweiler           | Laszlo Fono Gergely Kisgyorgy             | 2–6, 6–4, 7–6(5)    |
| 2001 | Federico Cardinali Manuel Jorquera          | Omar Camporese Potito Starace             | 6–4, 6–4            |
| 2000 | Igor' Kunicyn Uros Vico                     | Laszlo Fono Ezequiel Velez-Ortiz          | 6–2, 6–4            |
| 1999 | Tapio Nurminen Steven Randjelovic           | Konstantin Gruber Alexander Peya          | 6–4, 6–0            |